# Ligota Dolna (powiat strzelecki)
Ligota Dolna (niem. Nieder Ellguth) – wieś w Polsce położona w województwie opolskim, w powiecie strzeleckim, w gminie Strzelce Opolskie.
W latach 1954–1959 wieś należała i była siedzibą władz gromady Ligota Dolna, po jej zniesieniu w gromadzie Niwki. W latach 1975–1998 miejscowość należała administracyjnie do województwa opolskiego.
Na terenie wsi był kamieniołom wapienia triasowego (trias środkowy), zamknięty w latach 90. XX wieku oraz zabytkowy piec wapienniczy z XIX w. z płaskorzeźbą Ikara. W pobliżu znajduje się rezerwat przyrody Ligota Dolna, chroniący roślinność kserotermiczną.
Od 1937 ośrodek szkolenia szybowcowego, od 1939 lotnisko Luftwaffe. W latach 1946–1949 w Ligocie istniała Cywilna Szkoła Pilotów i Mechaników .
We wsi znajduje się Muzeum Sztuki Sakralnej, utworzone w kwietniu 2018 r., które w tymże roku uzyskało tytuł "Najlepszego Produktu Turystycznego Opolszczyzny 2018".